# سایمون هور

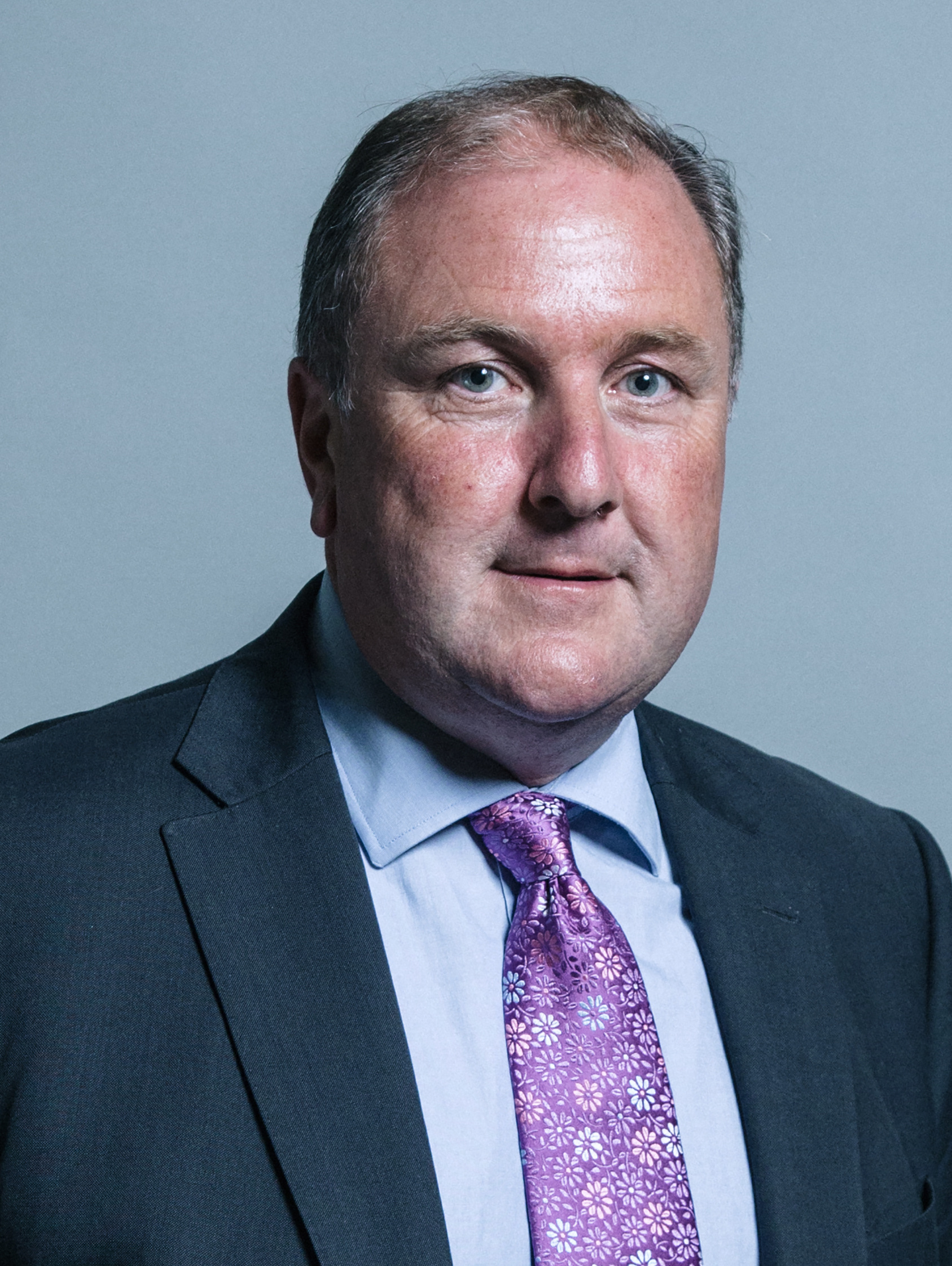
پرترهٔ رسمی از سایمون جیمز هور، سیاست‌مدار بریتانیایی - ۲۰۱۷

سایمون جیمز هور (زاده ۲۸ ژوئن ۱۹۶۹) سیاستمدار حزب محافظه‌کار بریتانیا است. او از می ۲۰۱۵ عضو پارلمان (MP) در نورث دورست بوده‌است.

## تحصیلات
هور در دبیرستان اسقف هانون، کاردیف، یک مدرسه جامع کاتولیک رومی، سپس گریفریرز، آکسفورد، تحصیل کرد و در آنجا مدرک کارشناسی در تاریخ مدرن گرفت.

## شغل حرفه ای
هور قبل از اینکه دستیار شخصی رهبر محافظه کار کینگستون در شورای منطقه تیمز لندن شود، در دفتر مرکزی محافظه کار، کار می‌کرد. هور به عنوان یک کارمند سیاسی در گروه Bow کار کرده‌است و یکی از اعضای گروه Reform Tory است.
او کار روابط عمومی خود را در دهه ۱۹۹۰ با پیوستن به چارلز بارکر آغاز کرد. پس از آن او به عنوان رئیس املاک در کتچام، به عنوان مدیر حساب در PPS Group و به عنوان مدیر امور خارجی در انجمن خدمات محیطی کار کرد.
به دنبال آن، هور شرکت روابط عمومی و لابی خود را به نام Community Connect که مدیر عامل آن بود، راه‌اندازی کرد. پس از انتخابات عمومی سال ۲۰۱۰، هور به عنوان مدیر بخش روابط عمومی Four Communications انتخاب شد.
هور همچنین یکی از اعضای شورای حکام مرکز خدمات آمبولانس جنوب مرکزی NHS Trust بوده‌است.
در ژوئیه ۲۰۲۱، هور توییتی دربارهٔ آتش‌سوزی‌هایی منتشر کرد که به نظر می‌رسید اتحادیه‌گرایان ایرلند شمالی را مسخره می‌کرد. این توییت با محکومیت گسترده مواجه شد.

## زندگی سیاسی
هور یکی از اعضای کابینه محافظه کار در شورای منطقه غرب آکسفوردشایر، یک مشاور در شورای شهرستان آکسفوردشایر و همچنین یکی از اعضای اجرایی انجمن محافظه کار ویتنی بود که در کنار نخست‌وزیر وقت دیوید کامرون کار می‌کرد. او در انتخابات عمومی سال ۱۹۹۷ در کاردیف وست و در انتخابات عمومی سال ۲۰۱۰ در کاردیف وست و پنارث شرکت کرد و بعد از آلون مایکل از حزب کارگر در رده دوم قرار گرفت.
هور در انتخابات عمومی ۲۰۱۵ به عنوان نماینده پارلمان نورث دورست انتخاب شد و اکثریت رابرت والتر را از ۷۶۲۵ به ۲۱۱۱۸ رای افزایش داد.
هور قبل از همه‌پرسی سال ۲۰۱۶ با برگزیت مخالف بود.
در سپتامبر ۲۰۱۸ هور به عنوان وزیر خصوصی پارلمانی وزیر کشور ساجد جاوید منصوب شد.
در ژوئن ۲۰۱۹، هور به عنوان رئیس کمیته منتخب امور ایرلند شمالی انتخاب شد.
در ماه مه ۲۰۲۰ او از دومینیک کامینگز به دلیل سفر از لندن به دورهام در طول قرنطینه سراسری ویروس کرونا، خواست موقعیت خود را به عنوان مشاور نخست‌وزیر حفظ کند.
در نوامبر ۲۰۲۱، او یکی از ۱۳ نماینده محافظه کار بود که به اصلاحیه مورد حمایت دولت برای به تعویق انداختن تعلیق اوون پترسون، نماینده فاسد محافظه کار، رای منفی دادند.

### ادبیات انتخاباتی
در سال ۲۰۱۵، پرایوت آی گزارش داد که هور در برگه‌های انتخاباتی خود گفته‌است که «من و خانواده ام در حوزه انتخابیه زندگی می‌کنیم، از مدارس محلی استفاده می‌کنیم و بخشی از جامعه هستیم.» گزارش شد که او به تازگی و فقط در ژانویه برای رقابت در انتخابات تا زمان توزیع اعلامیه‌ها به حوزه انتخابیه نقل مکان کرده بود. و در اواخر ۱۱ آوریل ۲۰۱۵، مقاله ای در Bournemouth Daily Echo گزارش داد که او قصد دارد به حوزه انتخابیه نقل مکان کند. همچنین گزارش شده‌است که هور به بورنموث دیلی اکو گفته‌است که «سیاستمدار حرفه ای نیست» که برخلاف سابقه استخدام او در سازمان‌های مختلف طرفدار حزب محافظه کار است.
هنگامی که در کاردیف جنوبی و پنارث در انتخابات عمومی سال ۲۰۱۰ شرکت کرد، به‌طور مشابه توسط South Wales Echo مورد انتقاد قرار گرفت.